# 伊斯兰恐惧症
伊斯兰恐惧症（英語：Islamophobia）是指對伊斯蘭教與穆斯林的偏见、反对、仇恨以及非理性的恐懼等負面心態。

## 定義
在1997年，英國拉尼米德信託將「伊斯蘭恐懼症」定義為：「對伊斯蘭教的恐懼或仇恨，因此對所有的穆斯林恐懼和厭惡」，說明它也指藉由將他們從全國的經濟、社會和公共生活中排除來歧視穆斯林。這一概念也包括認為伊斯蘭教與其他文化沒有共同的價值觀，不如西方，是一種暴力政治意識形態，而不是宗教等。
伊斯蘭恐懼症在瑞典斯德哥爾摩「打擊不容忍國際論壇」被認定為宗教不容忍和仇外心理的形式。在此次發布會上，出席會議的聯合國秘書長科菲·安南、聯合國人權事務高級專員瑪麗·羅賓遜、歐安組織秘書長揚·庫比什和歐洲理事會代表，通過了一項打擊种族灭绝、种族清洗、种族主义、反犹太主义、伊斯蘭恐懼症和仇外心理，並打擊一切形式的種族歧視和相關的不容忍的宣言。一些社會學者認為伊斯蘭恐懼症是一種種族主義，但是依然有爭議。
21世紀初，伊斯蘭恐懼症和仇視伊斯蘭教事件的增加被歸因於911事件及之後連串涉及穆斯林發動的恐怖襲擊，也有人歸因於穆斯林人口此後在西方國家上升。在2002年5月，歐盟的歐洲種族主義和仇外心理監測中心（EUMC）公佈了一份報告《911後的歐盟中的伊斯蘭恐懼症總結報告》，描述911事件後歐盟成員國伊斯蘭恐懼症相關事件上升。

## 異議
阿里·西那認為對伊斯蘭教的恐懼不是一種恐懼症，是真實的恐懼和有理由的。他在《Islamophobia? An Open Letter to Muslims》中提及，《古蘭經》第8章12節說過：「當時，你的主啟示眾天神：『我是與你們同在的，故你們當使信道者堅定。我要把恐怖投在不信道的人的心中。』故你們當斬他們的首級，斷他們的指頭。」他指出，在伊斯蘭教傳播到伊朗、埃及、西班牙和印度的過程中，數以百萬計的人為了抵抗穆斯林入侵自己國家而喪命。
維克托·戴維斯·漢森認為沒有一個類似「伊斯蘭恐懼症」的現象真正存在，即使存在也不會比憎恨希特勒的「德國恐懼症」或憎惡斯大林主義的「俄羅斯恐懼症」嚴重。
2016年7月，法國尼斯遭遇恐怖襲擊後，漢森批評美國的奧巴馬政府上台以來，為了避免觸怒及歧視穆斯林，刻意不提激進伊斯蘭教與恐怖襲擊的關連（即伊斯蘭恐怖主義，因提及此詞會被批評指伊斯蘭教與恐怖主義有關），此種風氣導致美國的情報和執法部門關注避免「伊斯蘭恐懼症」指控多於制止致命恐怖襲擊，在恐襲發生前放走恐怖分子或是對他們事前在社交媒體上公然發出的威嚇置之不理。

## 延伸閱讀
- Robert Spencer. The Politically Incorrect Guide to Islam (And the Crusades). Chapter 16: "Islamophobia" and Today's Ideological Jihad. Regnery Publishing, 2005. ISBN 9781596980334.